# 彩音舞衣
彩音 舞衣（あやね まい、1995年12月17日 - ）は日本のAV女優。アリュール所属。

## 略歴・人物
2016年4月にデビューしたAV女優。キャッチフレーズはキラキラの瞳。
性格は非常に人見知りである。しかし慣れたらひと懐っこい部分もあり、ファンの間ではそこが彼女の良さでもあるとされている。
スリーサイズ未公表だが、2016年にMaiとして出演した作品では「B82(C)-W56-H84／156cm」となっている。

## 出演作品

### アダルトDVD
2016年
- キラキラの瞳。ショートカットのパイパン純粋少女 中出しAVデビュー 彩音舞衣（4月13日、無垢）
- 無垢ナ女子校生限定 最高級美少女中出しソープランド 彩音舞衣（5月13日、無垢）
- Mai #1 つつましく繋がるピュアなエッチ（6月10日、S-Cute）
- Mai #2 優しく濡らして激しく抱いて（8月8日、S-Cute）
- Mai #3 一途で奥ゆかしいフェラ（9月1日、S-Cute）
- 恥じらい美少女の恋するえっち（10月1日、S-Cute）